# Aérodrome de Kuito
L'aérodrome de Kuito (portugais : Aeroporto de Kuito) (code IATA : SVP • code OACI : FNKU) est un aéroport desservant Kuito (connu sous le nom de Silva Porto avant 1975), une ville dans la province de Bié, en Angola.

## Situation
| \| 100 km1:5 636 000 \| Cabinda Catumbela Huambo Kuito Luanda Lubango Luéna Ménongue Moçâmedes Ondjiva Saurimo Soyo M'banza · Congo Aéroport international d'Angola |
| 100 km1:5 636 000 |

Carte statique des aéroports de l'Angola.Carte dynamique des aéroports de l'Angola.

## Compagnies aériennes et destinations
| Compagnies           | Destinations               |
| -------------------- | -------------------------- |
| TAAG Angola Airlines | Luanda-Quatro de Fevereiro |

Édité le 25/06/2017  Actualisé le 25/10/2023